# Fletowiec kapturowy
Fletowiec kapturowy (Pitohui dichrous) – gatunek średniej wielkości ptaka z rodziny wilgowatych (Oriolidae). Występuje na Nowej Gwinei i sąsiedniej wyspie Yapen. Nie jest zagrożony wyginięciem.

## Taksonomia
Po raz pierwszy gatunek opisał Karol Lucjan Bonaparte. Pierwsza wzmianka o gatunku ukazała się w 1850 w Comptes rendus hebdomadaires des séances de l’Académie des sciences; autor nadał nowemu gatunkowi nazwę Rectes dichrous. Holotyp pochodził z Triton Bay. Obecnie (2021) Międzynarodowy Komitet Ornitologiczny umieszcza ptaka w rodzaju Pitohui. Fletowiec kapturowy jest gatunkiem monotypowym. Walter Rothschild opisał podgatunek P. d. monticola, którego przedstawiciele mieli różnić się kolorystyką od ptaków podgatunku nominatywnego. Holotyp i paratypy pochodziły z okolic górnego biegu rzeki Aroa z brytyjskiej wówczas Papui. Nazwa ta jest jednak zsynonimizowana z P. dichrous.

## Morfologia

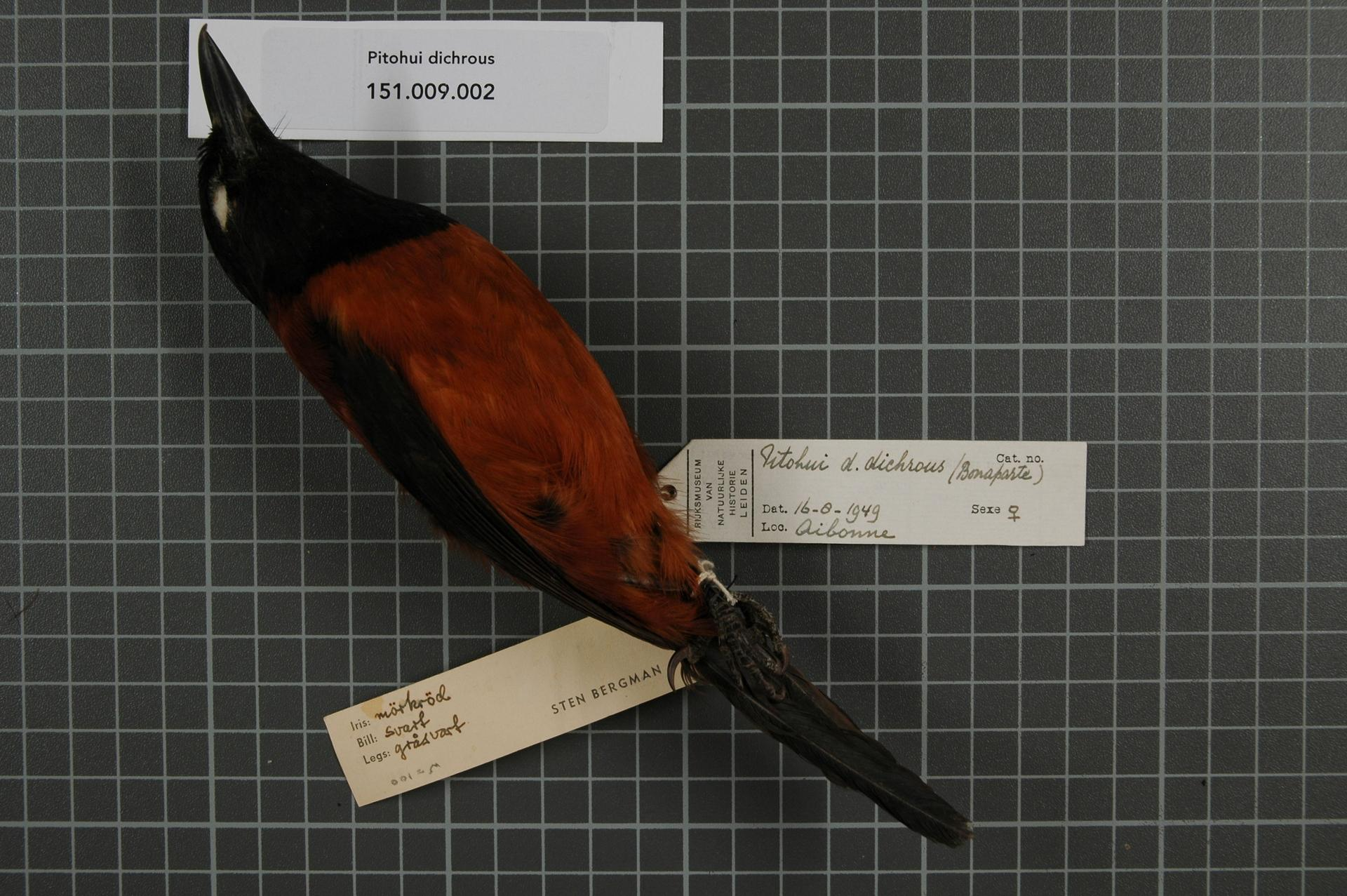
Osobnik wypchany

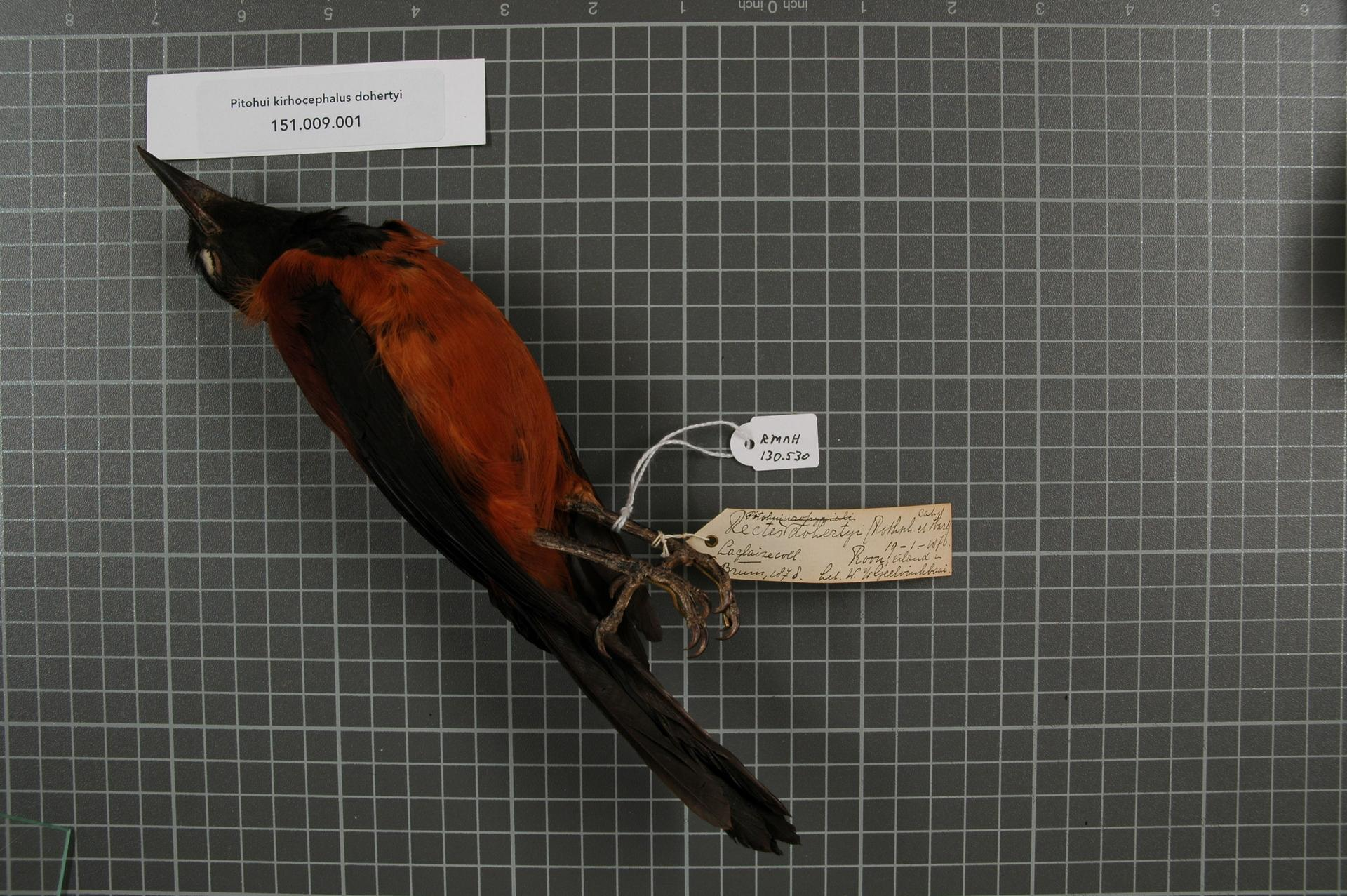
Fletowiec zmienny podgatunku dohertyi (P. kirhocephalus dohertyi)

Długość ciała wynosi 22–23 cm, masa ciała 63–80 g. Długość skrzydła według Harterta: 107–112 mm u samca, 102–106 mm. Według Handbook of New Guinea birds przeciętna długość skrzydła to 110 mm, ogona – 98 mm, dzioba – 31 mm. W upierzeniu dymorfizm płciowy nie występuje. Grzbiet i brzuch są ceglastoczerwone, za to głowa, gardło, skrzydła i ogon jednolicie czarne. Identyczny schemat upierzenia mają fletowce zmienne podgatunku dohertyi (P. kirhocephalus dohertyi). Analiza filogenetyczna wykazała, że nie jest to wynik wspólnego przodka u obu tych form, ale konwergencji. Tęczówka czerwonobrązowa, dziób i nogi czarne.

## Zasięg występowania
Fletowiec kapturowy zamieszkuje zalesioną część Nowej Gwinei oraz na wyspie Yapen, głównie na wyżynach. Lokalnie spotykany na poziomie morza, ale zwykle wyżej, na wysokości 600–1700 m n.p.m., okazjonalnie do 2000 m n.p.m.

## Toksyczność
W organizmie fletowca kapturowego, jak i innych fletowców, zawarty jest sterydowy alkaloid – homobatrachotoksyna. Nawet przy przygotowywaniu okazów do badań wywołuje ona cierpnięcie, pieczenie tkanek wyściełających jamę nosową i policzków oraz kichanie. Według Papuasów zjedzenie ptaka było możliwe dopiero po obdarciu ze skóry i odpowiednim przygotowaniu. Homobatrachotoksyna, przed okryciem jej u fletowców, znana była wyłącznie u płazów bezogonowych Phyllobates (drzewołazowate). Dużą zawartość batrachotoksyn odkryto w ciele chrząszczy Choresine (rodzina Melyridae), występujących na Nowej Gwinei. W żołądkach ptaków z rodzaju Pitohui odnaleziono właśnie te chrząszcze; ponieważ rodzina Melyridae jest kosmopolityczna, możliwe jest, że pokrewne wobec Choresine chrząszcze występują w Kolumbii, gdzie stanowią główne źródło batrachotoksyn dla płazów. W przypadku P. dichrous 65-gramowy ptak zawiera szacunkowo od 15 do 20 µg homobatrachotoksyny w skórze, 2–3 µg w piórach i niecały 1 µg w pozostałych tkankach. Zarówno fletowce zmienne (P. kirhocephalus) jak i kapturowe cechują się kwaśnym zapachem i kontrastowym upierzeniem. U zwierząt, które dla drapieżnika mogą być trujące, często występuje kontrastowe ubarwienie, dzięki czemu drapieżniki mogą instynktownie unikać takich zwierząt. Zwierzęta nietoksyczne mogą cechować się podobnym ubarwieniem, co toksyczne, dzięki czemu maleje prawdopodobieństwo złapania ich przez drapieżnika; przykładowo w niektórych miejscach na Nowej Gwinei młodociane, nietoksyczne czarniaki duże (Melampitta gigantea) wyglądają podobnie jak fletowce kapturowe. Obecność toksyn w ciele fletowców została odkryta w 1992, co zwróciło uwagę ornitologów na te ptaki. Tego typu toksyny zawierają w sobie również tkanki nowogwinejskiej modrogłówki (Ifrita kowaldi).

## Ekologia i zachowanie
Środowiskiem życia fletowców kapturowych są lasy, obrzeża lasów i zarośla wtórne, okazjonalnie lasy namorzynowe i niskie drzewa na plażach. Żywią się głównie owocami, w tym niewielkimi figami oraz owadami i nasionami traw. Pisklęta otrzymują jagody i bezkręgowce. Badacze, którzy po raz pierwszy obserwowali gniazdowanie kooperatywne u tego gatunku, opisują, że jagody miały kształt żołędzi i były barwy czerwonej.

### Lęgi
Rozród fletowców kapturowych, jak i innych fletowców, jest słabo poznany. Gniazda z jajami znajdowano w środku listopada i lutego, a z pisklętami późnym październikiem, w środku grudnia i lutego. Zniesienie może liczyć 1 lub 2 jaja; mają one wymiary około 30 na 21 mm. Między 20 a 24 czerwca 1995 obserwowane było gniazdo w górach Fakfak. W środku znajdowały się pisklęta (2), prawdopodobnie kilka dni przed pełnym opierzeniem się. Gniazdo miało formę kubeczka ze splecionych pnączy. Badacze zaobserwowali gniazdowanie kooperatywne. Osobniki młodociane opierzały się, uzyskując kolory właściwe dorosłym ptakom, z pominięciem szaty młodocianej. Prawdopodobnie nawet jeśli młode nie mają w swych ciałach toksyn, upierzenie na wzór dorosłych chroni je przed drapieżnikami.

## Status
IUCN uznaje fletowca kapturowego za gatunek najmniejszej troski (LC, Least Concern) nieprzerwanie od 1988 (stan w 2021). Ptaki tego gatunku są lokalnie pospolite, mniej licznie tam, gdzie współwystępują z P. kirhocephalus. Trend liczebności populacji uznawany jest za stabilny.